# Municipio de Smoky Hill (condado de McPherson)
El municipio de Smoky Hill (en inglés: Smoky Hill Township) es un municipio ubicado en el condado de McPherson en el estado estadounidense de Kansas. En el año 2010 tenía una población de 311 habitantes y una densidad poblacional de 3,5 personas por km².

## Geografía
El municipio de Smoky Hill se encuentra ubicado en las coordenadas 38°33′50″N 97°38′47″O / 38.56389, -97.64639. Según la Oficina del Censo de los Estados Unidos, el municipio tiene una superficie total de 88.79 km², de la cual 88,27 km² corresponden a tierra firme y 0.52 km²(0.59 %) es agua.

## Demografía
Según el censo de 2010, había 311 personas residiendo en el municipio de Smoky Hill. La densidad de población era de 3,5 hab./km². De los 311 habitantes, el municipio de Smoky Hill estaba compuesto por el 97,43 % blancos, el 0,32 % eran afroamericanos, el 0,96 % eran amerindios, el 0,32 % eran asiáticos y el 0,96 % eran de una mezcla de razas. Del total de la población el 0 % eran hispanos o latinos de cualquier raza.